# Кончешть
Кончешть, Кончешті (рум. Concești) — село у повіті Ботошані в Румунії. Адміністративний центр комуни Кончешть.
Село розташоване на відстані 415 км на північ від Бухареста, 46 км на північ від Ботошань, 135 км на північний захід від Ясс.

## Населення
За даними перепису населення 2002 року у селі проживали 1685 осіб, з них 1683 особи (99,9%) румунів. Рідною мовою 1683 особи (99,9%) назвали румунську.